# Mama Colonel
Maman Colonelle también conocida como Mama Colonel es una película documental situada en la República Democrática del Congo. Se centra en el trabajo de la coronel Munyole, quien lucha contra el abuso sexual y el abuso infantil. La coronel Honorine Munyole trabaja por primera vez en la fuerza policial de Bukavu en la unidad de protección infantil y contra la violencia sexual, que es ampliamente conocida por su buena reputación. Luego es trasladada a Kisangani, donde pocos días después de su llegada, múltiples víctimas de violencia sexual la visitaron. Estas víctimas fueron el resultado de la guerra de 6 días (Guerra de los Seis Días) entre las tropas de Ruanda y Uganda . Está decidida a ayudar a las víctimas a lograr la justicia que merecen.

## Sinopsis
La coronel Honorine Munyole es viuda y madre de siete hijos, es trasladada de Bukavu a Kisangani. Está a cargo, jefa de la unidad especial de protección de mujeres y niños. Tiene dificultades para comunicarse con algunos de los oficiales de su unidad que no hablan el idioma local suajili, solo hablan lingala. Ella todavía tiene que ganarse la confianza de los ciudadanos para hablar sobre los problemas que enfrentan todos los días.
Finalmente, las viudas y las víctimas de violación de casi 20 años de guerra sienten que hay alguien en quien escucharlas y en quien confiar. Es difícil obtener justicia para estas víctimas. La unidad de policía no puede ayudar económicamente a estas víctimas, por lo que dependen de las donaciones de la comunidad para ayudar a las viudas, las víctimas de violación y los niños. La coronel Honorine Munyole utiliza los espacios públicos, como el mercado, para alentar a los ciudadanos a construir la solidaridad entre ellos, les enseña sobre sus derechos en las relaciones con la violencia sexual y las responsabilidades que los padres tienen sobre sus hijos. También se la ve proporcionando comida y refugio a algunas viudas y huérfanos.

## Producción
El documental está producido por Dieudo Hamadi. El idioma utilizado es lingala, suajili y francés, tiene subtítulos en inglés.

## Premios y festivales
- Cinéma du réel Paris. Gran Premio
- Berlinale 2017. Premio del jurado ecuménico.[7]